# 7903 Albinoni
7903 Albinoni este o planetă minoră (asteroid), cu un diametru de 6,792 km, din centura de asteroizi. A fost descoperită pe 20 aprilie 1996 la Observatorul La Silla de Eric Walter Elst și a fost numită după Tomaso Albinoni. 
Obiectul prezintă o orbită caracterizată de o semiaxă mare de 3,0276805 UAi, o excentricitate de 0,03, o înclinație de 7,7217 ° în raport cu ecliptica.